# Liste von Malern/Q
Die folgende Liste führt möglichst umfassend Maler aller Epochen auf.
Die Liste ist soweit vorhanden alphabetisch nach Nachnamen geordnet.

## Q
Qi Baishi (1864–1957)
Qian Songyan (1899–1985), China
Qian Xuan (1235–1305), China
Quadal, Martin Ferdinand (1736–1808/1811)
Quaglio, Domenico (1787–1837)
Quaglio, Giuseppe (1747–1828)
Quaglio, Lorenzo (1730–1804)
Quaglio, Lorenzo II (1793–1869)
Quandt, Silvia (* 1937)
Quant, Fritz (1888–1933)
Quante, Otto (1875–1947)
Quarenghi, Giacomo (1744–1817), Italien/Russland
Quarton, Enguerrand († 1466), Frankreich
Quellinus II., Erasmus (1607–1678)
Quellinus, Jan Erasmus (1634–1715)
Querfurt, August (1696–1761)
Querfurt, Tobias (um 1660–1734)
Querner, Curt (1904–1976)
Quinckhardt, Jan Maurits (1688–1772)
Quinquela Martín, Benito (1890–1977), Argentinien
Quirin, Otto (1927–2022), Deutschland
Quispe Tito, Diego (1611–1681), Peru